# Der Wähler
Die Zeitung Der Wähler erschien von 1896 bis 1897 (9 Ausgaben) mit dem Untertitel Sozialdemokratisches Organ für das Viertel unter dem Manhartsberg. 
Erschienen ist die Zeitung zwei- bis dreimal pro Monat und stellte das Kopfblatt zur Volkstribüne dar, welche von 1891 bis 1919 erschienen ist. Die Fortsetzung fand diese in der Zeitung der Volksbote.